# Lagunas (Chiclayo)
Lagunas es un pueblo ubicado en el distrito de Lagunas en la provincia de Chiclayo, departamento de Lambayeque (Perú).

## Demografía
En el 2017 contaba con una población de 518 habitantes por lo que es la cuarta localidad más poblada del distrito después de Mocupe, Nuevo Mocupe y Tupac Amaru-Rafan.